# Pseudobottegia freyi
Pseudobottegia freyi är en skalbaggsart som beskrevs av Reé Michel Quentin och Jean François Villiers 1971. Pseudobottegia freyi ingår i släktet Pseudobottegia och familjen långhorningar. Inga underarter finns listade i Catalogue of Life.